# José Monroy (cầu thủ bóng đá)
José Andrés Monroy Saldaña (sinh ngày 10 tháng 3 năm 1996) là một cầu thủ bóng đá người México thi đấu ở vị trí hậu vệ cho Club Atlas.